# حصاة (طب)

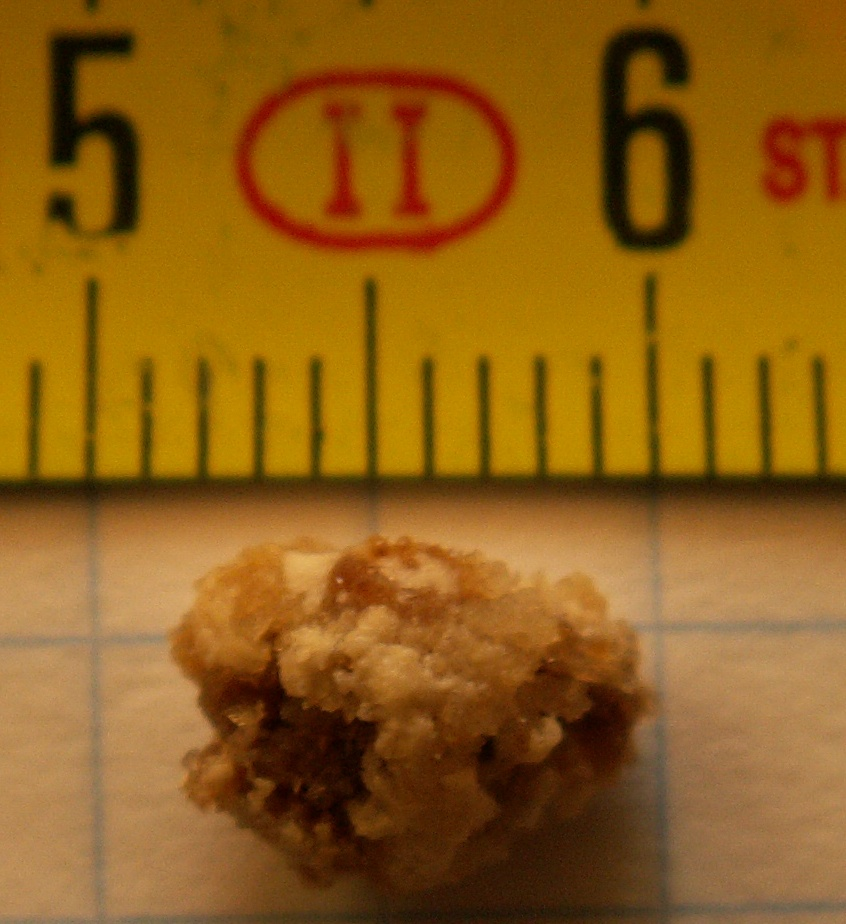
حصوة كلوية قطرها 8 مم

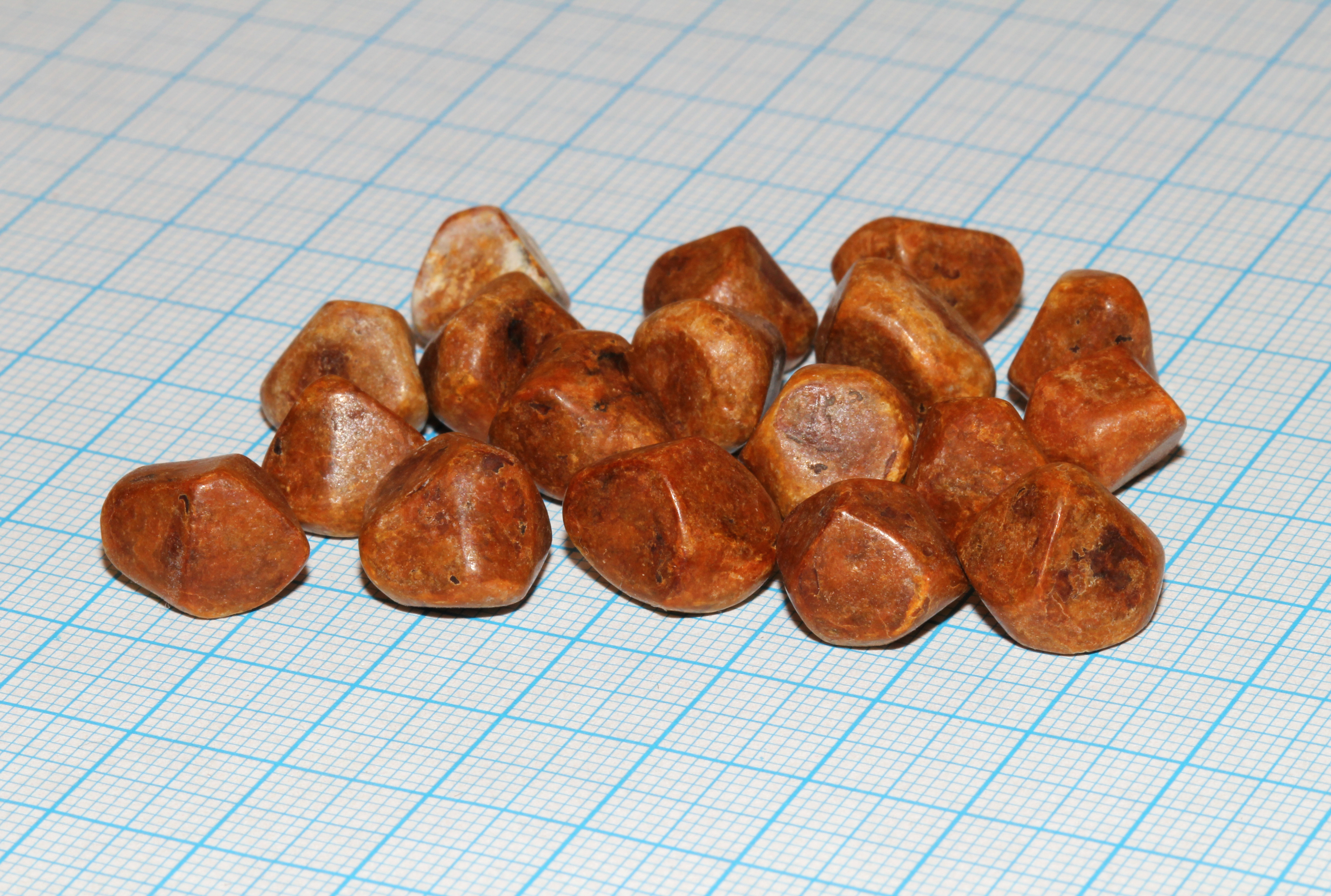
حصوات مرارية بشرية، منزوعة جميعًا من مريض واحد. قطر كل منها 1 مم

حصاة (جمعها حصى) هي عبارة عن تحجر للمواد، غالبا أملاح المعادن، وتتكون في عضو أو قناة في الجسم. يعرف تكوين الحصوات باسم التحصي. تستطيع الحصوات أن تتسبب في بعض الأمراض.
بعض المبادئ الشائعة تنطبق على الحصوات في أي مكان، أما للمبادئ الخاصو انظر نوع الحصوة المطلوب.
يجب التفرقة بين الحصوات وحصى المعدة.

## الأنواع
- تسمى الحصوات في الجهاز البولي حصوات بولية وتتضمن الحصوات الكلوية والحصوات المثانية. يمكن أن تحظى بأي من التركيبات المتعددة، أو حتى مختلطة. المكونات الرئيسية هي الأوكسالات وحمض البول.
- تسمى حصوات المرارة والقنوات الصفراوية بالحصوات الصفراوية وتنشأ بشكل أساسي من الأملاح الصفراوية ومشتقات الكوليستيرول.
- الحصوات في الممرات الأنفية نادرة الحدوث.
- الحصوات في القناة الهضمية يمكن أن تكون ضخمة. قد تزن الحصوة الواحدة في الأمعاء عدة أرطال كما ذكرت في الأحصنة.
- الحصوات في المعدة تسمى حصوات معدية.
- تسمى الحصوات في الغدد اللعابية حصى لعابية.
- تسمى الحصوات في اللوزتين بحصى اللوزتين.
- تسمى الحصوات في الأوردة حصوات وريدية.
- حصوات الجلد، مثل الغدد العرقية، ليست شائعة ولكنها تحدث أحيانًا.

الحصوات عادة لا تسبب أعراض، وقد تتطلب الحصوات الكبيرة سنوات عديدة للوصول لحجمها الكبير ذلك.

## الأسباب
- تنتج الحصوات عن زيادة غير طبيعية في المعادن مثل ارتفاع مستوى الكالسيوم (فرط كالسيوم الدم) الذي قد يسبب حصوات كلوية، وعناصر غذائية للحصوات الصفراوية.
- أمراض موضعية في العضو نفسه قد تؤدي إلى تكوين الحصوات مثل التأثير المحلي للبكتيريا (في حصوات الكلى) أو بطء معدلات تدفق السؤائل، وهو تفسير محتمل لأغلب الحصى اللعابية التي تتكون في الغدة اللعابية تحت الفك السفلي.
- الحصوات المعوية هي نوع من الحصى يتواجد في أمعاء الحيوانات (عادة الحيوانات المجترة) وكذلك في البشر، وقد تتكون من مكونات عضوية أو غير عضوية.
- البازهر هو كتلة من المواد غير القابلة للهضم في المعدة و/أو الأمعاء، تتكون غالبًا من الشعر (وتعرف في تلك الحالة بكرة الشعر). قد يمثل البازهر نواة لتكوين حصوة معوية.

في الحصى الكلوية، أكسالات الكالسيوم هي المعدن الأكثر شيوعًا. حمض اليوريك (حمض البول) هو ثاني المعادن شيوعًا، إلا أن دراسة خارج الجسم (في المختبر) أثبتت أن حصوات حمض البول يمكنها تكوين حصوات أكسالات الكالسيوم.

## آلية التكون والأعراض
يمكن أن تتسبب الحصوات في أمراض بعدة طرق:
- إثارة الأنسجة القريبة، ما يسبب الألم، والتورم، والالتهاب
- غلق فتحة أو قناة، ما يتداخل مع التدفق الطبيعي ويخل بوظيفة العضو
- التهيئة لحدوث عدوى (عادة بسبب الإخلال بالتدفق الطبيعي)

تتسبب الحصوات في عدد من الأمراض المهمة:
- الحصوات الكلوية:
  - قد تتسبب في موه الكلية (كلى منتفخة) وقصور كلوي
  - قد تهيئ لحدوث التهاب الحويضة والكلية (عدوى كلوية)
  - قد ترتقي لإحداث حصوات بولية
- الحصوات البولية (حصوات المثانة):
  - قد تتقدم للتسبب في إعاقة مخرج المثانة
- الحصوات الصفراوية:
  - قد تتسبب في التهاب المرارة (عدوى المرارة) والتهاب الأوعية الصفراوية الصاعد (عدوى الجهاز الصفراوي)
  - قد ترتقي لإحداث حصوات مرارية في القناة الصفراوية والتهاب البنكرياس
- قد تُسبب حصوات المعدة المغص، والانسداد، ولي المعدة، والنخر.

## التشخيص
يختلف العمل التشخيصي بحسب نوع الحصوة، ولكن في العموم:
- التاريخ المرضي والفحص الطبي
- التصوير الطبي
- بعض أنواع الحصاة (بالأخص التي تحتوي على الكالسيوم بشكل رئيسي) يمكن اكتشافها بالأشعة السينية والأشعة المقطعية.
- يمكن اكتشاف العديد من أنواع الحصوات بالأشعة الصوتية (تخطيط الصدى الطبي)
- يتم اختبار العوامل المسببة لتكوين الحصوات عادة:
- الاختبارات المعملية يمكن أن تعطي مستويات المواد المتعلقة في الدم أو البول.
- بعض الحصوات يتم الحصول عليها بشكل مباشر (خلال جراحة أو حين تغادر الجسم بشكل تلقائي) ويتم إرسالها للمعمل لتحليل محتوياتها

## العلاج
تعديل العوامل المسببة قد يؤدي إلى إبطاء أو إيقاف عملية تكوين الحصوة. يختلف العلاج بحسب نوع الحصاة، ولكن يشمل عمومًا:
- دواء
- جراحة
- مضاد حيوي و/أو جراحة للعدوى
- تفتيت الحصاة بموجات صادمة من خارج الجسم لإزالة الحصوات

## التاريخ
العملية الجراحية الأولى لعلاج الحصوات ذكرت في ساسروتا سامهيتا (القارن السادس قبل الميلاد). اشتملت العملية الفتح والصعود من خلال أرضية المثانة.
كانت العناية بذلك المرض محظورة على الأطباء الذين أقسموا قسم أبقراط بسبب الاحتمالية الكبيرة لحدوث مضاعفات جراحية أثناء وبعد العملية مثل العدوى والنزيف.
[بحاجة لمصدر]

## روابط خارجية
- "The Little Treatise on the Medical Treatment of the Back and of Hemorrhoids"